# Чейни, Лон (младший)
Лон Че́йни-младший (англ. Lon Chaney Jr); при рождении Крейтон Талл Чейни (англ. Creighton Tull Chaney; 10 февраля 1906, Оклахома-Сити, США — 12 июля 1973, Сан-Клементе, США) — американский актёр, наиболее прославившийся ролями монстров в Классической серии фильмов ужасов студии Universal. Сын актёра немого кино Лона Чейни.

## Юность
Крейтон Талл Чейни родился в Оклахома-сити в семье постоянно гастролирующих актёров Лона Чейни и Фрэнсис Кливленд Крейтон. До семи лет его детство проходило в основном за кулисами сцен, на которых выступали его родители. Брак его родители был очень сложным из-за ревности матери и в 1913 году распался после скандальной неудачной попытки самоубийства матери — Фрэнсис выпила ядовитый раствор, но осталась жива, однако повредила голосовые связки, что разом положило конец её карьере на сцене. Биографы актёра утверждают, что вплоть до смерти его отца Крейтон думал, что Фрэнсис мертва (на деле же она умерла в 1967 году).
Лон долго сражался в суде за опеку над сыном, будучи в то время финансово не способным воспитывать его, и в итоге выиграл её, но из-за этого ему пришлось временно отдать Крейтона под опеку государства. В последующие три года Крейтон жил в приёмных семьях и интернатах, и воссоединился с отцом в 1916 году, когда тот сочетался браком с Хэзел Гастингс, в результате чего семья стала более-менее полноценной. Во многих интервью Крейтон говорил, что его детство было очень тяжёлым.
С юности Крейтон много трудился, чтобы его не воспринимали как тень выдающегося отца — и это при том, что известность Лона Чейни старшего была сравнима разве что с популярностью Чарли Чаплина. Хотя Крейтон с самого начала мечтал пойти по стопам родителей, но Лон отговорил сына от каких-либо попыток связать себя с шоу-бизнесом (журналистке Мэри Вебстер он как-то сказал, что предпочтёт увидеть своего сына мёртвым, чем на киноэкране). Окончив по совету отца бизнес-колледж в Лос-Анджелесе он пошёл работать подрядчиком в водопроводную компанию, где вскоре женился на дочери его начальника Дороти Хинклей. В 1936 году, когда Крейтон уже начал сниматься, они развелись из-за его алкоголизма. В этом браке у Чейни родилось двое сыновей — Лон Ральф Чейни (3 июля 1928 — 5 мая 1992) и Рональд Крейтон Чейни (18 марта 1930 — 15 декабря 1987).
В 1937 году женился на Пэтси Бэк.

## Творческая деятельность
Актёрская карьера Крейтона Чейни началась после смерти его отца в 1931 году. Будучи опустошённым как смертью отца, так и известием, что его мать на самом деле жива, он оставил свою прежнюю работу и в итоге решил попробовать себя в актёрах. Изначально он до 1935 года выступал под своим настоящим именем, потому что не хотел пытаться выезжать на славе отца, но в 1935 году, по требованию «Universal Pictures», всё-таки начал использовать в рекламных целях псевдоним Лон Чейни-младший (в этот период он даже в официальных документах указывал в качестве полного варианта Лон Крейтон Чейни-младший, хотя сам он всегда стыдился такого псевдонима), который в 1941 году он, по требованию всё той же «Universal», сократил до просто Лон Чейни, однако в истории кинематографа он в итоге сделал себя имя именно как Лон Чейни-младший, чтобы его можно было отличать от его отца.
На первых порах, дабы закрепиться в кино, Чейни соглашался на любые, даже очень сложные в физическом плане роли, когда ему приходилось самому выполнять различные трюки.
Настоящая популярность пришла к актёру в 1941 году, после того, как он начал играть Человека-Волка Лоуренса Тэлбота в соответствующем цикле Классической серии фильмов ужасов студии «Universal». В отличие от других монстров, Лоуренс Тэлбот (в исполнении Лона Чейни младшего) получился глубоко страдающим от своей чудовищной сущности, постоянно желающим решить свою проблему и защитить людей от своего неконтролируемого состояния даже ценой собственной жизни. Таким образом, Человек-Волк стал чуть ли не первым страдающим монстром на киноэкране, хотя по большому счету Чейни-младший продолжал в этом работу своего отца — и в Квазимодо и в Эрике проступают трагические мотивы.
Надо заметить, что Лон Чейни-младший сыграл не только Человека-Волка, но и графа Дракулу (в фильме «Сын Дракулы»), монстра Франкенштейна (в фильме «Призрак Франкенштейна») и Мумию в нескольких фильмах цикла. Таким образом, Лон Чейни младший является единственным актёром, который воплотил на экране четыре основных образа серии фильмов ужасов «Universal». Чейни пробовал сниматься и в вестернах («Индейский воин», «Винтовка Спрингфилда»), однако его высокий рост и избыточный вес плохо вписывались в образ типичного представителя жанра. После завершения цикла «Universal» актёру пришлось сниматься в низкобюджетных фильмах. В последние годы он играл роли без слов — в том числе из-за своей болезни — рака горла, от которой умер и его отец. Последняя роль Лона Чейни-младшего — Гротон, немой прихвостень доктора Франкенштейна в фильме «Дракула против Франкенштейна» (1971).
Актёр умер из-за метастатического поражения печени в 1973 году. Своё тело он завещал для медицинских исследований.